# Real Serviço Aeronaval

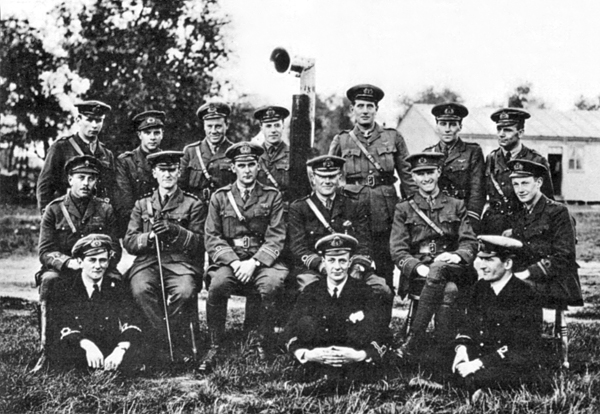
Militares do 1º Esquadrão RNAS no final de 1914

O Real Serviço Aeronaval (Royal Naval Air Service - RNAS) foi a componente aérea da Real Marinha Britânica, sob a direcção do Departamento Aéreo do Almirantado, e existiu formalmente de 1 de Julho de 1914 a 1 de Abril de 1918, quando foi fundido com o Real Corpo Aéreo do Exército Britânico para formar a Real Força Aérea, a primeira força aérea independente do mundo.

## Antecedentes
Em 1908, o governo britânico reconheceu o potencial militar das aeronaves. Nesta altura, o Primeiro-Ministro, HH Asquith aprovou a formação de um "Comité Consultivo para Aeronáutica" e um "Sub-comité Aéreo do Comité de Defesa Imperial ". Ambos os comités eram compostos por políticos, oficiais do exército e oficiais da marinha. Em 21 de julho de 1908, o capitão Reginald Bacon, que era membro do sub-comité de Navegação Aérea, submeteu ao Primeiro Lorde Sir John Fisher que um dirigível rígido baseado no Zeppelin alemão fosse projectado e construído pela empresa Vickers. Após muita discussão no Comité de Defesa Imperial, a sugestão foi aprovada em 7 de maio de 1909. O dirigível, chamado Mayfly, nunca voou e partiu ao meio em 24 de setembro de 1911. O então primeiro lorde do mar, Sir Arthur Wilson, recomendou que a construção do dirigível rígido fosse abandonada.
Em 21 de junho de 1910, o tenente George Cyril Colmore tornou-se o primeiro piloto qualificado na Real Marinha. Depois de completar o treino, que Colmore pagou do próprio bolso, ele recebeu o Certificado do Royal Aero Club com o número 15.
Em novembro de 1910, o Royal Aero Club, graças a um de seus membros, Francis McClean, ofereceu à marinha duas aeronaves para treinar os seus primeiros pilotos. O clube também ofereceu os seus membros como instrutores e o uso do seu aeródromo em Eastchurch, na ilha de Sheppey, e o Almirantado aceitou. O aeródromo tornou-se na Escola Naval de Voo de Eastchurch. Duzentas candidaturas foram recebidas e quatro foram aceites: o Tenente CR Samson, o Tenente AM Longmore, o Tenente A. Gregory e o Capitão EL Gerrard, RMLI.

## Primeira Guerra Mundial

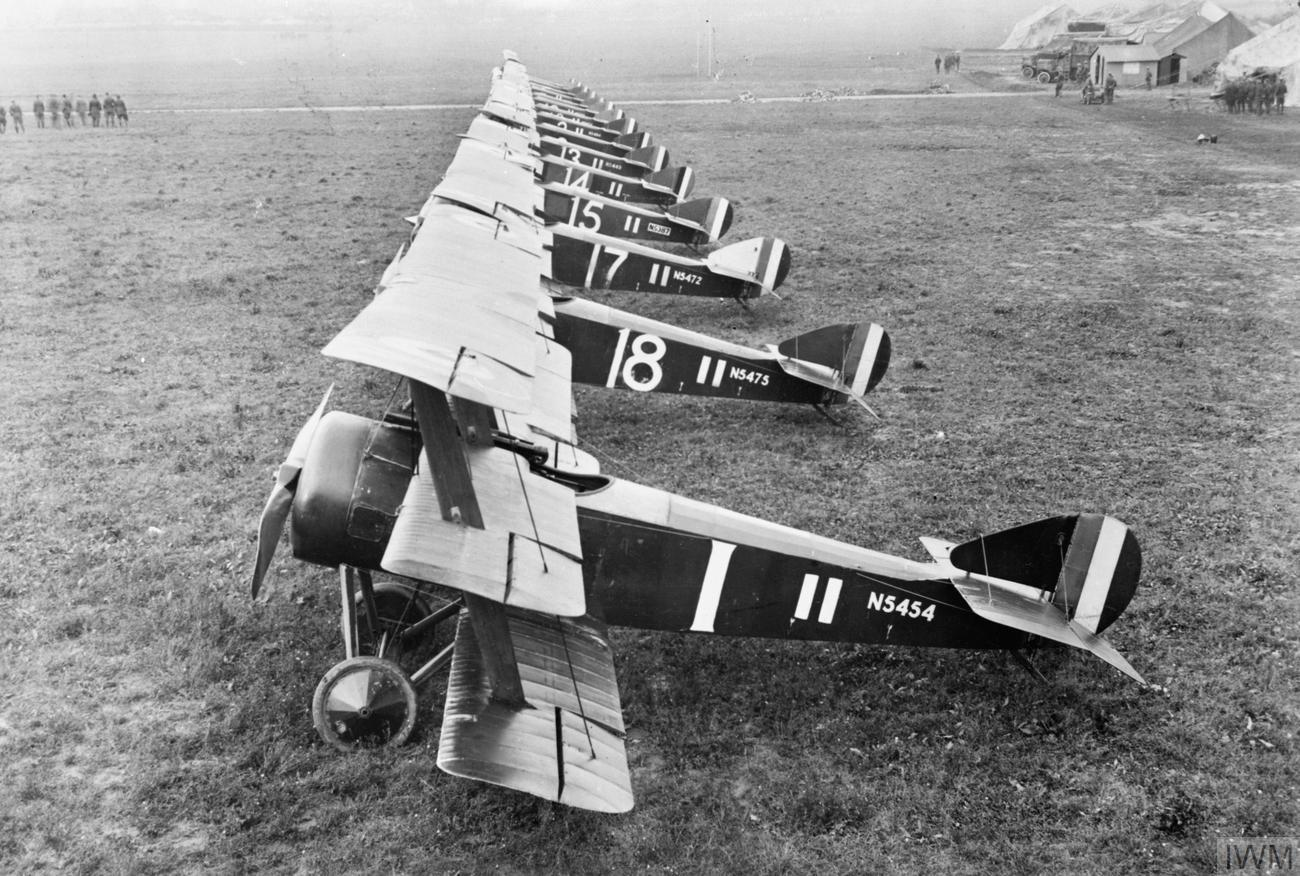
Triplanos Sopwith do Esquadrão Naval N.º 1, em Bailleul, França. A aeronave mais próxima da câmera (N5454) foi pilotada principalmente pelo ás Richard Minifie

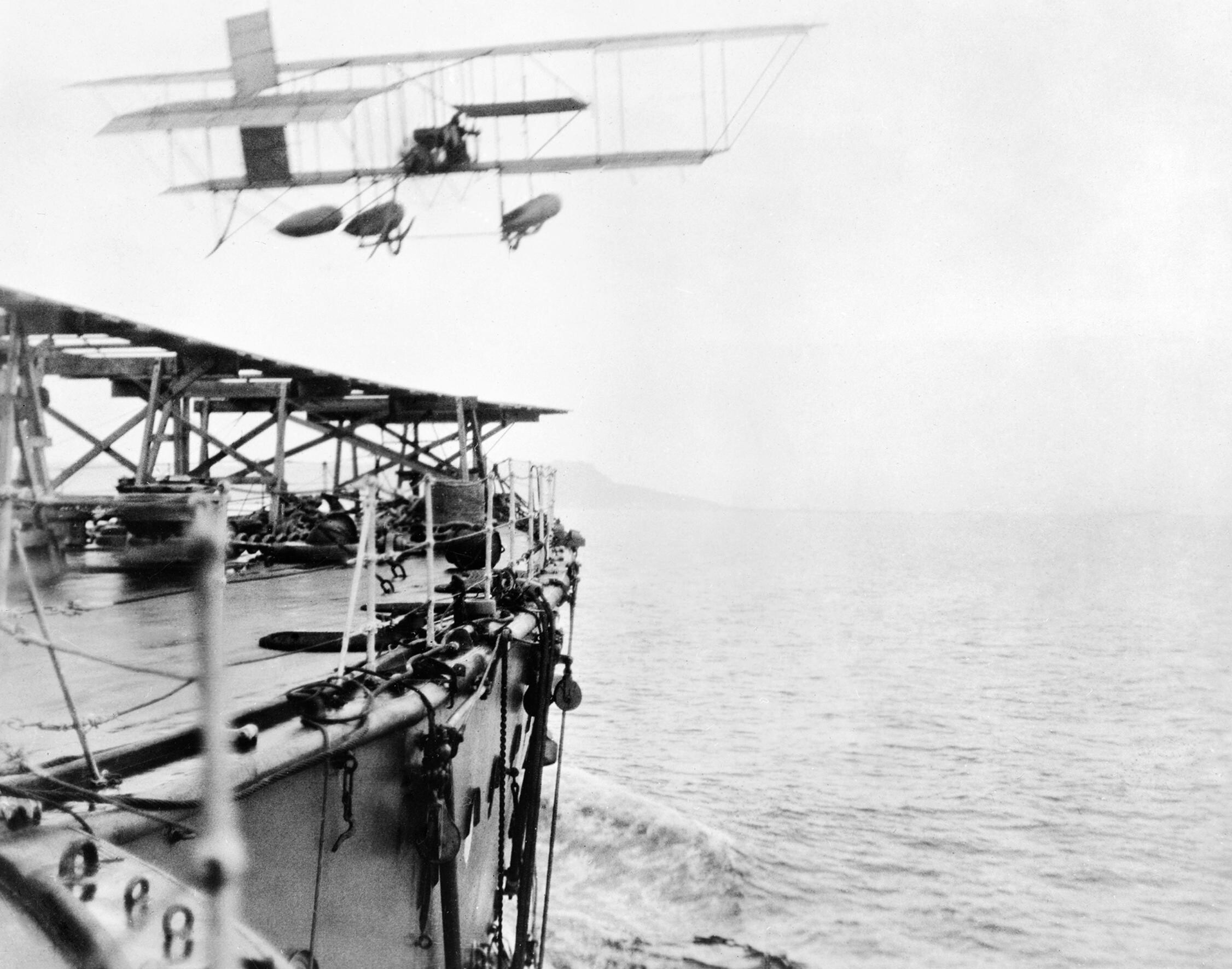
Charles Rumney Samson do RNAS, descola do HMS Hibernia no seu "hidroavião" Shorts S.38 modificado para ser o primeiro piloto a descolar de um navio em movimento no mar.

No início da Primeira Guerra Mundial, em agosto de 1914, o RNAS possuía 93 aeronaves, seis dirigíveis, dois balões e 727 funcionários. A Marinha mantinha doze estações de dirigíveis ao redor da costa da Grã-Bretanha, desde Longside, Aberdeenshire, no nordeste, até Anglesey, no oeste. Em 1 de agosto de 1915, o Real Serviço Aeronaval ficou oficialmente sob o controle da Marinha Real Marinha. Além de hidroaviões, aeronaves transportadas por porta-aviões e outras aeronaves com uma aplicação "naval" legítima, o RNAS também manteve vários esquadrões de combate na Frente Ocidental, além de alocar recursos escassos a uma força de bombardeamento estratégico independente num momento em que essas operações eram altamente especulativas. A rivalidade entre serviços afectou até as compras de aeronaves. Urgentemente necessário, o Sopwith 1½ Strutter de dois lugares teve que ser transferido da força estratégica de bombardeio do RNAS para esquadrões do RFC na Frente Ocidental, porque a empresa Sopwith foi contratada para fornecer exclusivamente o RNAS. Essa situação continuou, embora a maioria dos produtos da Sopwith após 1915 não tenha sido projectada especificamente para missões navais. Assim, os esquadrões de caças do RNAS obtiveram caças Sopwith Pup meses antes do RFC e depois os substituíram primeiro por Sopwith Triplanes e depois Camels, enquanto os esquadrões de RFC pressionados continuavam com seus aviões Sopwith Pup obsoletos.

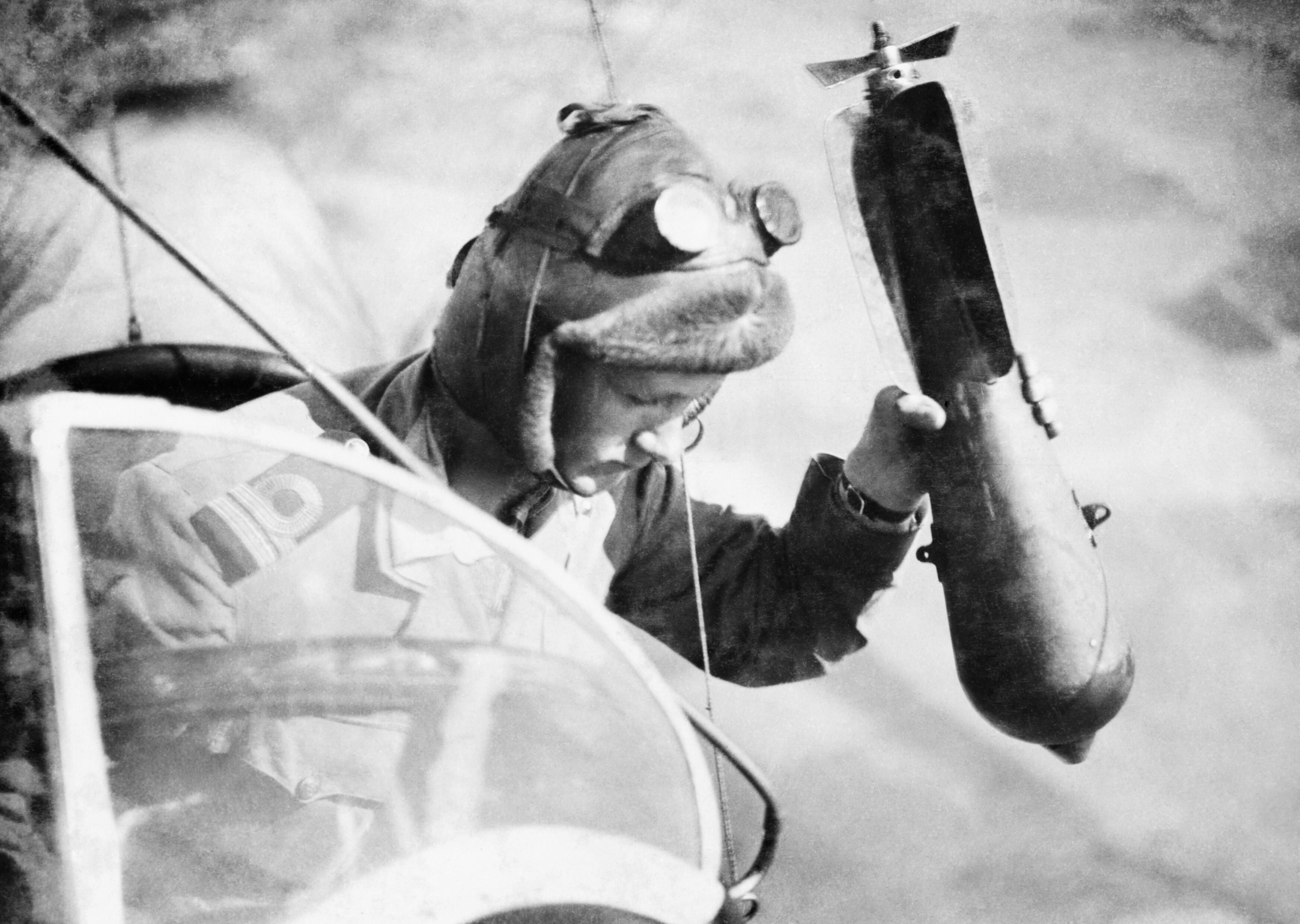
Oficial do RNAS lançando uma bomba de um dirigível da classe SSZ durante a Primeira Guerra Mundial

Em 23 de junho de 1917, após a Segunda Batalha de Gaza, as aeronaves da RNAS atacaram Tulkarm nas Colinas da Judéia.
Em 1 de abril de 1918, o RNAS foi fundido com o Royal Flying Corps para formar a Real Força Aérea.
No momento da fusão, o serviço aéreo da Marinha tinha 55.566 oficiais e homens, 2.949 aeronaves, 103 aeronaves e 126 estações costeiras.
Os esquadrões do RNAS foram absorvidos pela nova estrutura; os esquadrões individuais receberam novos números de esquadrão, adicionando efectivamente 200 ao número, de modo que o Esquadrão Nº 1 do RNAS (um famoso esquadrão de combate) se tornou o Esquadrão N.º 201 da RAF .
A Marinha Real recuperou o seu próprio serviço aéreo em 1937, quando o braço naval de frota aérea da Real Força Aérea (cobrindo aeronaves transportadas por navios, mas não os aviões e aviões de reconhecimento marítimo do Comando Costeiro) foi devolvido ao controle do Almirantado que renomeou como Naval Air Branch. Em 1952, o serviço retornou o seu nome anterior 1937.

## Bases e estações
| United Kingdom - Aldeburgh, Suffolk - Arbroath, Angus - Atwick, Yorkshire - Bacton, Norfolk - Calshot, Hampshire - Chingford, Essex - Covehithe, Suffolk - Cranwell, Lincolnshire - Detling, Kent - Dover (Guston Road), Kent - Eastbourne (St Anthony's Hill), East Sussex - Eastchurch, Kent - East Fortune, East Lothian - Fairlop, Essex - Felixstowe (Landguard Common), Suffolk - Felixstowe Dock, Suffolk - Fishguard, Pembrokeshire - Goldhanger, Essex - Gosport, Hampshire - Hendon Aerodrome, Middlesex - Lee-On-Solent, Hampshire - Loch Doon, Ayrshire - Longside - Scapa Flow - Turnhouse - Walmer - Yarmouth | France - Dunkirk - Saint-Pol-sur-Mer - La Bellevue - Vendome Eastern Mediterranean - Imbros - Mudros - Stravos - Thasos Elsewhere - Durban - Otranto - Malta - Mombassa |